# OBS京仁テレビ
OBS京仁テレビ（キョンインテレビ、OBS京仁TV）は大韓民国のテレビ放送局。2007年12月28日に開局した民間放送。本社を京畿道富川市に置く。京畿道を中心とした2,400万人、877万世帯が視聴エリア。また、CATV網によりソウル特別市でも視聴可能。また韓国のテレビで唯一、特定の全国ネットワークに加盟していない独立局となっている。
OBSのOにはOPEN、OUR、ONE、OASIS、OPPORTUNITYの意味がある。
なお、「iTV京仁放送」とは別会社ではあるが、業務提携関係にある。2023年3月30日には、FMラジオ放送を開局した。

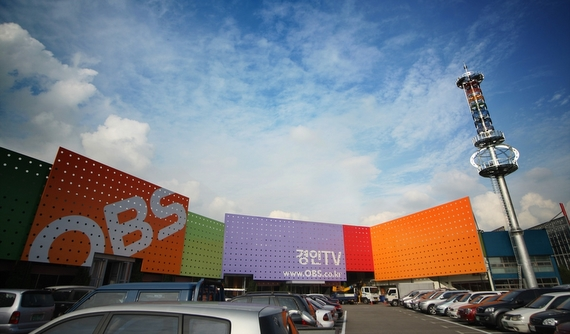
OBS本社・放送センター（京畿道富川市)

## 概要
- 所在地：本社（OBS放送センター）：京畿道富川市梧亭区梧亭路233
- 資本金：1,400億ウォン
- 従業員数：253名（2009年1月時点）
- チャンネル：デジタル放送 8-1ch（物理チャンネル 36ch, 20ch）、FMラジオ放送 99.9MHz
- 放送エリア：仁川と京畿道一円、ソウル江西一部（2400万人、877万世帯）
- 編成：（ジャンル別）教養55%、報道15%、娯楽30%  （制作社別）自社35%、外注45%、購買20%
- 株主：　永安帽子ペク・ソンハク社長(22.64%)、メディアウィル(12.43%)、京畿高速(12.30%)、毎日乳業(7%)、テクノセミケム(6%)、 CBS(5.36%)
- 元社長：朱哲煥（チュ・チョルファン）、元梨花女子大学言論広報映像学部教授、元MBCの敏腕PD
- 元社長：車鏞奎(チャ・ヨンギュ)、前蔚山（ウルサン）放送社長、2009年2月16日就任。
- 前社長：孫龍（ソン・ヨン）社長、2010年3月31日就任。
- 金鐘午（キム・ジョンオ）社長、2010年6月10日就任。
- 放送システムは後発局であるために、設計段階から最先端フルデジタルシステムを導入。ワンソースマルチユース(One souce,Multi use)が可能な放送サーバーシステムを導入している。
- 従業員は、iTV京仁放送(キョンイン放送）出身者が多いが、MBC、SBSからの転職者も多くいる。
- 「視聴率主義ではなく視聴者主義」を掲げている。

## 歴史
- 2006年4月28日 京仁地域地上波放送事業者として京仁放送選定
- 2006年5月 京仁放送開局準備室設立（京畿道富川市）
- 2006年8月30日 京仁放送法人設立
- 2007年4月5日 韓国放送委員会、京仁放送開局決定
- 2007年4月14日 正式な社名を「OBS京仁TV」に変更する。
- 2007年7月20日 朱哲煥（チュ・チョルファン）社長就任
- 2007年9月30日 放送センター社屋完成
- 2007年11月1日 併設した「放送歴史体験館」開館
- 2007年11月 試験電波発射
- 2007年11月23日 情報通信部より正式免許
- 2007年12月28日 11時開局（開局記念式典・開局特別番組多数）
  - 開局特番の中で、友好関係にある大阪の毎日放送（MBS）から中継を行った。
- 2009年1月21日 チュ・チョルファン社長が辞任の意思表明
- 2009年2月5日毎日放送(MBS)、北海道放送(HBC)の協力で「北海道さっぽろ雪祭り2009」会場 南大門雪像前から生中継を行った。情報番組<TO YOU>のコーナー。
- 2009年2月16日 車鏞奎(チャ・ヨンギュ)社長就任、前蔚山（ウルサン）放送社長。
- 2010年2月9日-12日 韓国プロ野球チーム「SKワイバーンズ」(当時)春季キャンプ取材のため、高知市に取材班を派遣。毎日放送（MBS）が取材協力を行った。
- 2010年3月31日 孫龍（ソン・ヨン）社長就任、中央大新聞放送学部名誉教授でOBS京仁TV理事の一人。
- 2010年4月20日「有無線通信手段を利用した遠隔放送データ製作システム及びその方法」の特許取得。OBS京仁TVホン・ジョンフンPDが特許出願者。有線無線の通信手段を使って放送に有効利用する方式で、開局当時「生放送Tvio（ティビオ）」で実際に運用していた。
- 2010年5月22日 MLB（米大リーグ野球／メジャーリーグ）を単独生中継開始。韓国人選手の在籍するニューヨークヤンキース（朴賛浩（パク・チャンホ））とクリーブランド・インディアンズ（秋信守（チュ・シンス））を中心に中継。2010年シーズンを通して中継予定。
- 2010年6月10日 金鐘午（キム・ジョンオ）社長就任、元MBC大邱支社長。2006年9月からOBS京仁TV副会長や顧問を歴任。
- 2010年9月2日 KTV韓国政策放送と相互協力関係強化のための協定(MOU)を締結。
- 2010年9月28日 MBS毎日放送と友好協定(MOU)を締結。
- 2012年12月31日 アナログ放送終了。
- 2021年11月 京畿地域における地上波ラジオ放送の放送免許を申請。
- 2022年5月17日 京畿地域における地上波ラジオ放送、事業者に選定。
- 2023年3月30日 OBSラジオ、開局。

## OBS視聴エリア
- 開局前　OBSは地域放送局という性格上、首都ソウル特別市内に電波が越境しないようにと情報通信部から指導を受け、その調整のため開局が約2ヶ月遅れた。
- 開局後の数ヶ月間ケーブルテレビ（CATV）への配信をせず、地上波を使ってのみの放送であった為に視聴可能エリアはごく限られていた。
- 2008年2月からは、主なサービスエリアである仁川広域市と京畿道南部(水原、高陽等)のCATVに、OBSのチャンネルが設定され視聴エリアが広まり、現在はCATV網を通じてソウル市内でも視聴可能となっている。
- 今後は、OBSがCATV等を使って首都圏地域に視聴者を拡大して認知度を高めていき、その後 衛星放送(Skylife-TV）やインターネット放送(IP-TV)等を使って全国に同時再送信を狙っているのではないかと考えられている。
- 2010年2月9日、韓国通信委員会は「京畿エリア外のケーブルテレビ（CATV）がOBS京仁TVを再送信することを認めないという決定を下したため、今後視聴者確保が難しくなった。OBSは精力的にソウル市全域での域外再送信許可を申請していたが、現在以上の放送区域の拡大を止められた形となった。OBSは現在、ソウル市内のCATV13社を通じ、放送区域外の160万世帯に放送を行っている。
- 2010年5月、全国放送を意識した総合娯楽チャンネル「OBS-W」を開局。衛星放送（Skylife-TV）、CATV、IPTV（QOOK TV）、衛星DMB（TU)を通じて全国放送を始めた。編成内容は過去のOBS京仁TVが制作した番組を中心に1日遅らせた番組を放送している。ニュースは放送しない。

## 送信所・中継局一覧

### デジタルテレビ
- リモコンキーID：8-1
- 呼出符号（コールサイン）：HLQS-DTV

| 送信所 | 物理チャンネル | 空中線電力 |
| ------ | -------------- | ---------- |
| 桂陽山 | K-36ch         | 500W       |
| 坡平   | K-21ch         | 90W        |
| 龍門山 | K-30ch         | 1kW        |
| 光教山 | K-25ch         | 2.5kW      |

### アナログテレビ
- 呼出符号：HLQS-TV

| 送信所 | チャンネル | 空中線電力 |
| ------ | ---------- | ---------- |
| 桂陽山 | K-21ch     | 10kW       |
| 光教山 | K-4ch      | 1kW        |

### FMラジオ放送
- 呼出符号：HLMD-FM

| 送信所 | チャンネル | 空中線電力 |
| ------ | ---------- | ---------- |
| 光教山 | 99.9MHz    | 5kW        |
| 龍門山 | 99.9MHz    | 500W       |
| 紺岳山 | 99.9MHz    | 500W       |

- - 親局である光教山からの周波数は廃局した京畿放送と同じ。単一周波数ネットワーク(SFN)により、2か所の中継局も同一周波数で送信される。

## 主な番組
- ニュース
  - OBSニュース（950） (OBS뉴스（950）)
    - 平日9:50〜10:00。

  - OBS 京仁トゥデイ(OBS 경인투데이)
    - 平日11:30～11:50。

  - OBSニュース 京仁プラス (OBS뉴스 경인플러스)
    - 平日15:05〜15:20。

  - OBSニュース 今日 (OBS뉴스 오늘)
    - 平日16:30〜17:30。

  - OBSニュース中心 (OBS뉴스중심)
    - 平日19:30〜20:10、週末19:30〜19:55。

  - 今日のワールドニュース (오늘의 월드뉴스)
    - 平日20:10〜20:40。

  - OBSニュースライン 仁川-京畿 (OBS뉴스라인 인천-경기)
    - 平日22:35〜23:05。

  - OBSニュース（週末） (OBS뉴스（주말）)
    - 週末14:30〜14:40、17:30〜17:40。
- OBSスポーツ- 韓国プロ野球、バスケットボール、プロサッカー、アメリカ大リーグ中継
- 生放送 OBS （オービーエス）
- 全国トップ10歌謡ショー（光州放送制作）
- Wave K-POP
- OBS土曜シネマ
- OBS日曜シネマ